# Maschito
Maschito (albán nyelven Mashqiti) község (comune) Olaszország Basilicata régiójában, Potenza megyében.

## Fekvése
A megye északi részén fekszik. Határai: Forenza, Ginestra, Palazzo San Gervasio és Venosa.

## Története
A város elődje egy rómaiak által alapított katonai település volt. Egy 14. századi földrengés során elnéptelenedett, majd a 15. században Szkander bég dél-itáliai hadjáratai során albánok telepedtek meg a területén és újra benépesítették.

## Népessége
A népesség számának alakulása:

## Főbb látnivalói
- a 17. században épült ortodox Sant’Elia Profeta-templom
- Madonna del Rosario-templom
- az 1698-ban épült San Elia-templom
- az 1820-ban épült Palazzo Manes-Rossi
- az 1646-ban épült Palazzo Soranna
- az 1879-ben épített Szkander-bég kút